# 幽霊駅

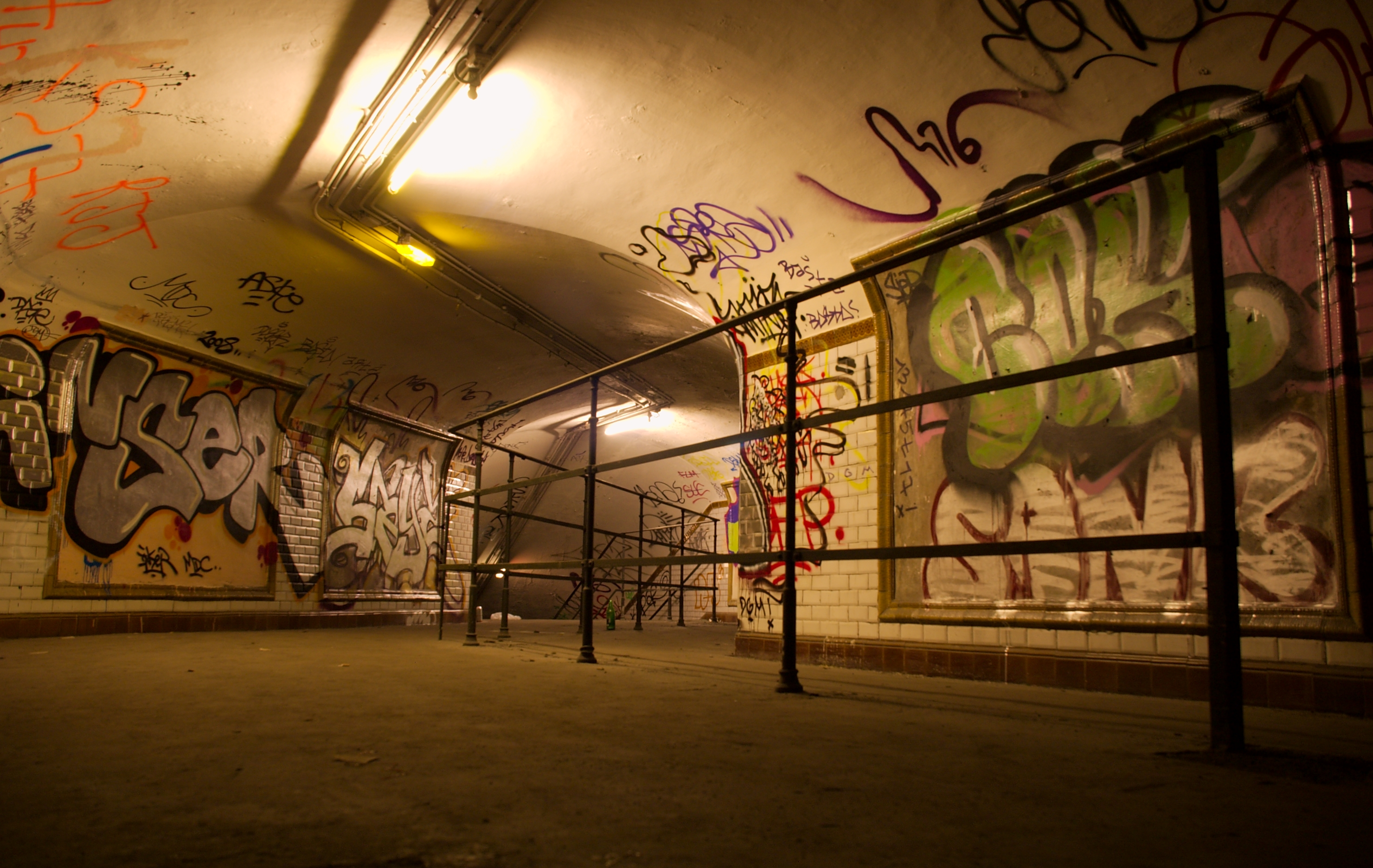
サン・マルタン駅（メトロの幽霊駅のひとつ）

幽霊駅（ゆうれいえき、独: Geisterbahnhof ガイスターバーンホーフ）とは、駅として使われなくなったものの構築物が撤去されずに残されている駅。薄暗い明かりのもとで特に不気味さを感じさせるような駅に対しても用いられる。また、建設はされたものの実際に使われずにいる駅を含めて指すこともある。
本来、冷戦期に分断されたベルリンの閉鎖されていたUバーン（地下鉄）とSバーン（都市鉄道）の地下駅に対して用いられていた言葉だが、その後、使用されなくなった鉄道駅を指す呼称として一般化した。
また、ドイツ語の Geisterbahnhof の複数形は Geisterbahnhöfe（ガイスターバーンヘーフェ） となる。
本項目では、ドイツをはじめ日本以外の駅名について、原則的に原語における名称をすべて仮名文字で表記し、その末尾に「駅」を付すことで駅名であることを明示する。

## ベルリンの幽霊駅

### 背景

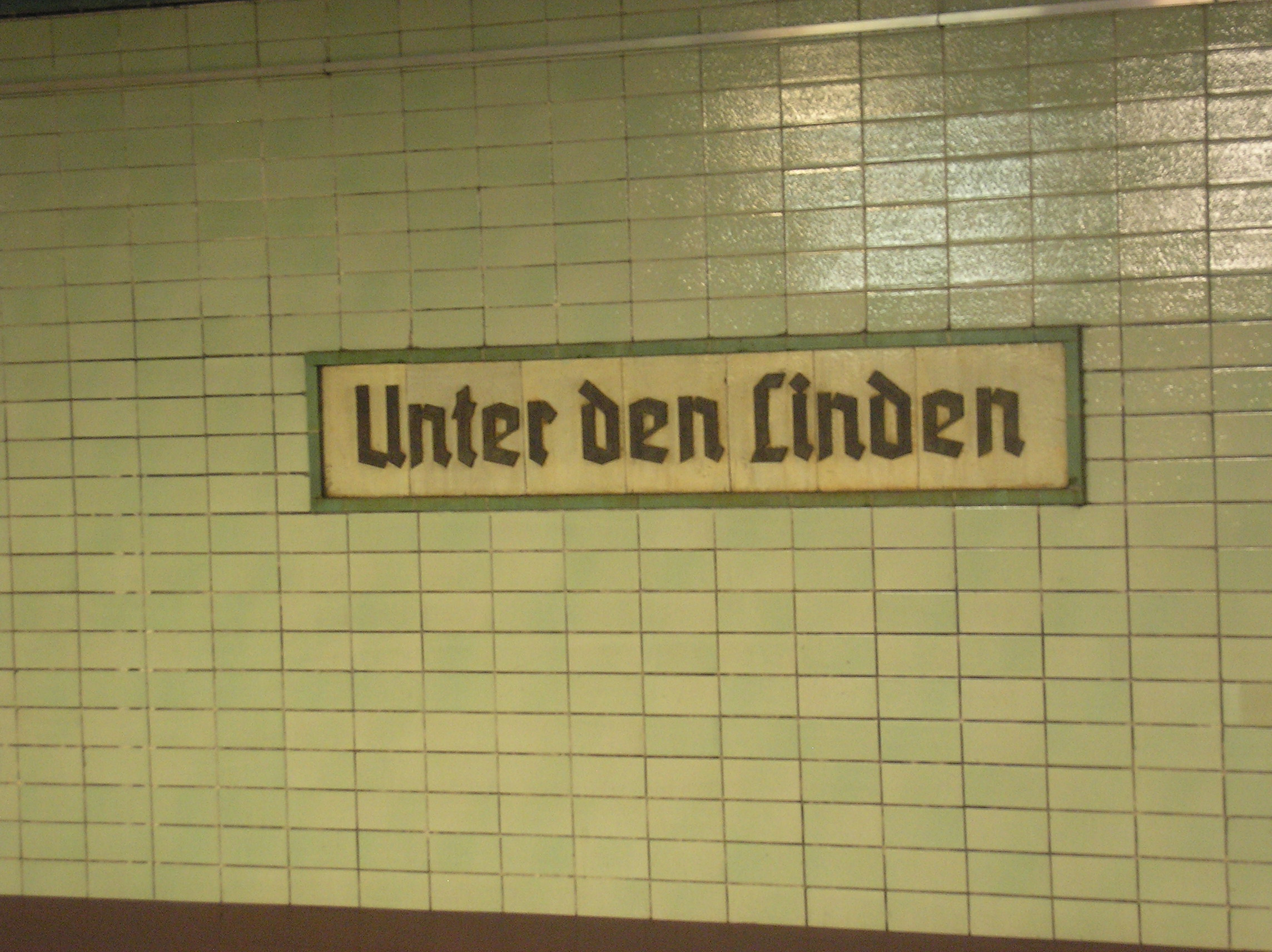
Sバーンのウンター・デン・リンデン駅（→ウンター・デン・リンデン）

グレーで描かれているのが、ベルリンの幽霊駅。

1961年8月、ドイツ民主共和国（東ドイツ）政府はベルリンの壁を建て、東西ベルリンの往来を遮断した。公共交通網もこれにより東西で分断されることになり、鉄道路線も壁の手前で折り返し運転せざるを得なくなった。しかし、起点と終点が西ベルリン側にあり、中間の一部区間のみ東ベルリンを通る地下路線（UバーンのU6、U8とSバーンの南北地下線）については、東ベルリンに位置する駅を、一部の例外を除いて通過することで対応した。故に東側の市民は多くの駅が使えなくなり、そして西側の市民はそれらの駅に降りる事ができなくなった。薄暗闇に浮かび上がる、堅固に封鎖された不気味な通過駅を見た西ベルリン市民の乗客は、いつしかそれらを「幽霊駅」と呼ぶようになった。
当時の西ベルリンの路線図では、幽霊駅にはBahnhöfe, auf denen die Züge nicht halten（列車が停車しない駅）とだけ記されていた。一方東ベルリンの路線図では、西側の地下路線や幽霊駅は削除され、表記されなくなった。
西ベルリンの地下鉄の乗客に対して、東西ベルリン境界手前の駅では、案内看板と車内放送により注意が促された。Uバーン8号線 (U8) の車内放送は次のようなものである。Voltastraße. Letzter Bahnhof in Berlin-West. Letzter Bahnhof in Berlin-West. ―「ヴォルタシュトラーセ。西ベルリン最後の駅です。西ベルリン最後の駅です」。その後地下鉄は、6つの幽霊駅と東ベルリン中心部地下を通り過ぎて再び西ベルリンに入り、モーリッツプラッツ駅に停車した。1972年の米英仏ソ4国によるベルリン4か国協定締結以来、この案内放送が大きく流されることとなった。Letzter Bahnhof im Westsektor, letzter Bahnhof im Westsektor―「西側最後の停車駅、西側最後の停車駅」。1950年代には、保護供与国について車内放送がされていた。Letzter Bahnhof im amerikanischen Sektor―「米国保護区最後の停車駅」。
また、西ベルリン側Uバーンの東ベルリン通過区間の維持管理には、大きな問題や困難があった。たとえば東ベルリン域内で車両が故障した場合、乗客は車内に残って、東の国境警備隊が到着して外へと誘導するのを待たねばならなかった。このほか、東ドイツ政府は、これら地下路線も東西で分断し、東側通過区間を東ベルリンのために使うことを何度もほのめかした。しかし、これが現実のものとなることはなかった。
なお、幽霊駅という名称だが「無人駅」ではなく、駅には東ドイツの国境警備隊が配置され、駅と列車を監視していた。

### 幽霊駅を含むベルリン地下鉄路線の概略

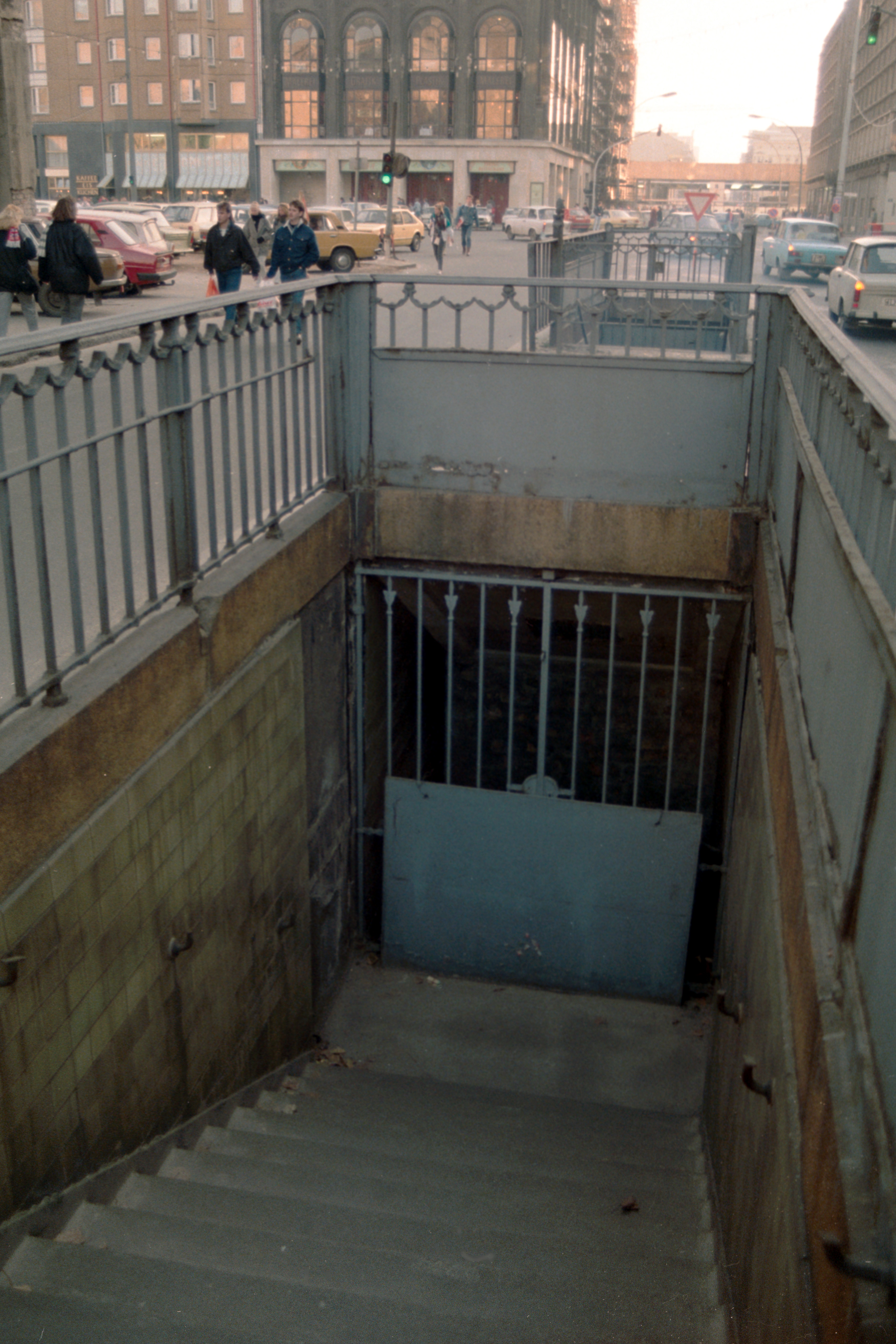
入口が閉鎖された（1989年）

以下に、幽霊駅とその近傍の駅を挙げる。西ベルリンに属することが明記していない駅が幽霊駅であった。
- ベルリン地下鉄6号線: 北から南へ

ライニッケンドルファー・シュトラーセ駅 （西ベルリン最後の駅）
シュターディオン・デア・ヴェルトユーゲント駅（1973年以前はヴァルター＝ウルブリヒト＝シュターディオン駅（現：シュヴァルツコップフシュトラーセ駅）
ノルト駅 (Nordbahnhof)（1991年から2009年12月まで：ツィノヴィッツァー・シュトラーセ (Zinnowitzer Straße) 駅、現：ナトゥーアクンデムゼウム駅）
オラーニエンブルガー・トーア駅
フリードリヒシュトラーセ駅（東独への国境検問と西ベルリン行きSバーン線への乗換）
フランツェージッシェ・シュトラーセ駅
シュタットミッテ駅
コッホシュトラーセ駅 （西ベルリン最初の駅）
- ベルリン地下鉄8号線: 北から南へ

ヴォルタシュトラーセ駅 （西ベルリン最後の駅）
ベルナウアー・シュトラーセ駅
ローゼンターラー・プラッツ駅
ヴァインマイスターシュトラーセ駅
アレクサンダープラッツ駅
ヤノヴィッツブリュッケ駅
ハインリヒ＝ハイネ＝シュトラーセ駅
モーリッツプラッツ駅 （西ベルリン最初の駅）
- Sバーン ベルリン北部線 / 南北地下線（ドイツ語版）: 北から南へ

ベルリン・シェーンホルツ駅（西ベルリンの停車駅）
ヴォランクシュトラーセ駅（西からのみ入構可能な、西ベルリンの停車駅）
ボルンホルマー・シュトラーセ駅
ゲズントブルンネン駅（西ベルリンの停車駅）
フンボルトハイン駅（西ベルリンの停車駅）
ノルト駅
オラーニエンブルガー・シュトラーセ駅
フリードリヒシュトラーセ駅（東独への国境検問と西ベルリン行きUバーン線と市街線への乗換）
ウンター・デン・リンデン駅（現：ブランデンブルガー・トーア駅）
ポツダマー・プラッツ駅
アンハルター駅（西ベルリンの停車駅）

### 特殊な事情を有していた駅

#### フリードリヒシュトラーセ駅
フリードリヒシュトラーセ駅は、東ベルリン域内に位置する駅であるものの幽霊駅とはならなかった。これはUバーンのU6、Sバーンの南北地下線および市街線（東西方向の高架線）、および長距離列車の乗換駅だったこと、ならびに、俗にトレーネンパラスト（「涙の宮殿」）と呼ばれる国境検問所が存在したためである。西側UバーンとSバーンは、出口が厳重に塞がれた長い連絡通路で結ばれていた。
ただし、駅構内は、西ベルリン側利用者用の区域と東ベルリン側利用者の区域で完全に分けられており、西側の利用者が国境検問所を通過せずに東側に入ることはできなかった。文字通り東ベルリンに周囲をぐるりと取り囲まれていた西ベルリン側利用者用区域は、さながら飛行機を乗り継ぐ国際空港のようだった。なお、西側利用者区域には東ドイツ国営チェーンのインターショップの売店が置かれ、西ベルリン市民向けに特別に営業しており、とりわけ免税の酒や煙草が販売されていた。
フリードリヒシュトラーセ駅には、他と趣を異にする路線図が掲示されていた。これは幽霊駅以外の全ての西側線を記したうえで、市を "Berlin, Hauptstadt der DDR"（ドイツ民主共和国首都ベルリン）と "Westberlin"（西ベルリン）の二つに分けて示した、ベルリンの東西の分断を痛切に感じさせるものだった。

#### ボルンホルマー・シュトラーセ駅
Sバーンのボルンホルマー・シュトラーセ駅も幽霊駅のひとつに数えられる。この駅は、S2線のゲズントブルンネン駅とヴォランクシュトラーセ駅の間にあり、東ベルリン区域に隣接していたが、地上駅だった。駅舎は国境が交差しており、西ベルリン市民は立ち入りもできたが、西ベルリンの地下鉄はこの駅で停車することなく通過した。ベルリンの壁崩壊前の段階でも、この駅を利用可能にしようとする計画があった。また、東ベルリンのSバーン車両が同じ駅の反対側の線路を通っていた。東と西それぞれの軌道敷の間は高いフェンスが塞いでいた。

#### ヴォランクシュトラーセ駅
そのほかの風変わりな駅としては、ヴォランクシュトラーセ駅がある。ボルンホルマー・シュトラーセ駅と同じように、西ベルリンにより運行されていたSバーンの駅だが国境線すぐ外側の東ベルリン域に位置していた。しかし、ヴォランクシュトラーセ駅は出入口の片側が西ベルリンの通りにあったため、西ベルリン市民が普通に利用することができた。この出入口はちょうど国境上に位置しており、すぐ隣に掲げてある警告掲示が乗客にその事実を知らしめていた。東ベルリンに通じていたこの駅の反対側の出入口は、完全に封鎖されていた。

### 幽霊駅の「復活」

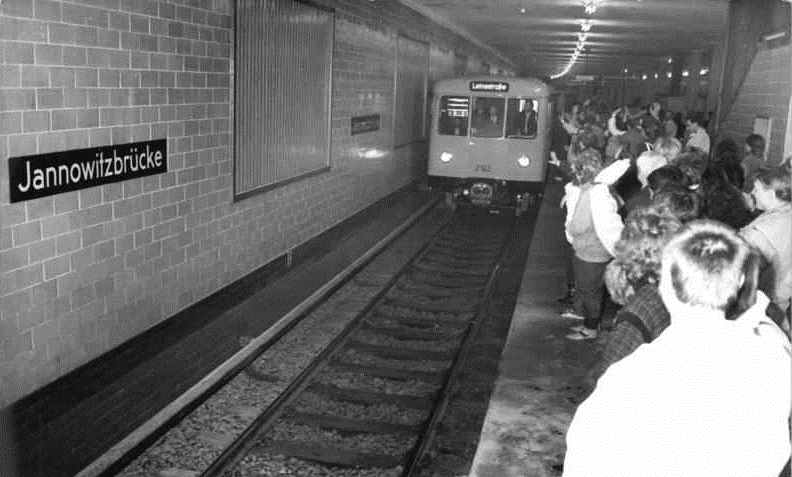
Uバーン・ヤノヴィッツブリュッケ駅再開時の様子。1989年11月11日、ベルリンの壁崩壊後初の幽霊駅の再開だった。

1989年11月のベルリンの壁崩壊後、最初に幽霊駅の構内に足を踏み入れた人々は、まさに幽霊駅という名前通りの情景を目にすることになった。そこには、東西に分断された1961年以来なにひとつ変わっていない広告や駅標識が、亡霊のごとく佇んでいた。現在は新しいものに取り換えられている。
交通機関として復帰した最初の幽霊駅はヤノヴィッツブリュッケ駅 (U8) で、1989年11月11日、壁崩壊のわずか二日後のことである。フリードリヒシュトラーセ駅と同様に検問が設けられ、東ドイツ税関と国境検問所が暫定的に置かれて、乗客の東ベルリン往来にお墨付きを与えた。急ごしらえの手書きの矢印通路案内板が、1961年以前の古いものと置き換えて壁に掛けられた。なおこれらの案内板はどれも、経年による痛みや1961年以降の地下鉄ターミナル駅の拡張事業の間に四散してしまっている。1989年12月22日、ローゼンターラー・プラッツ駅 (U8) も、同様の仮検問が置かれたうえで駅業務を再開した。
1990年4月12日、3番目の再開通駅はベルナウアー・シュトラーセ駅 (U8) である。この駅は北口が地上に直通しており、検問通過の必要なしに西ベルリンへ行くことができた。東ベルリンへ通じる南口の封鎖解除は1990年7月1日まで待つことになったが、同日にU6線とU8線の全ての駅が検問なしに駅業務を再開し、この日東ベルリンおよび東ドイツは西ドイツと完全に交通がつながって二国間の全ての国境検問が廃止された。

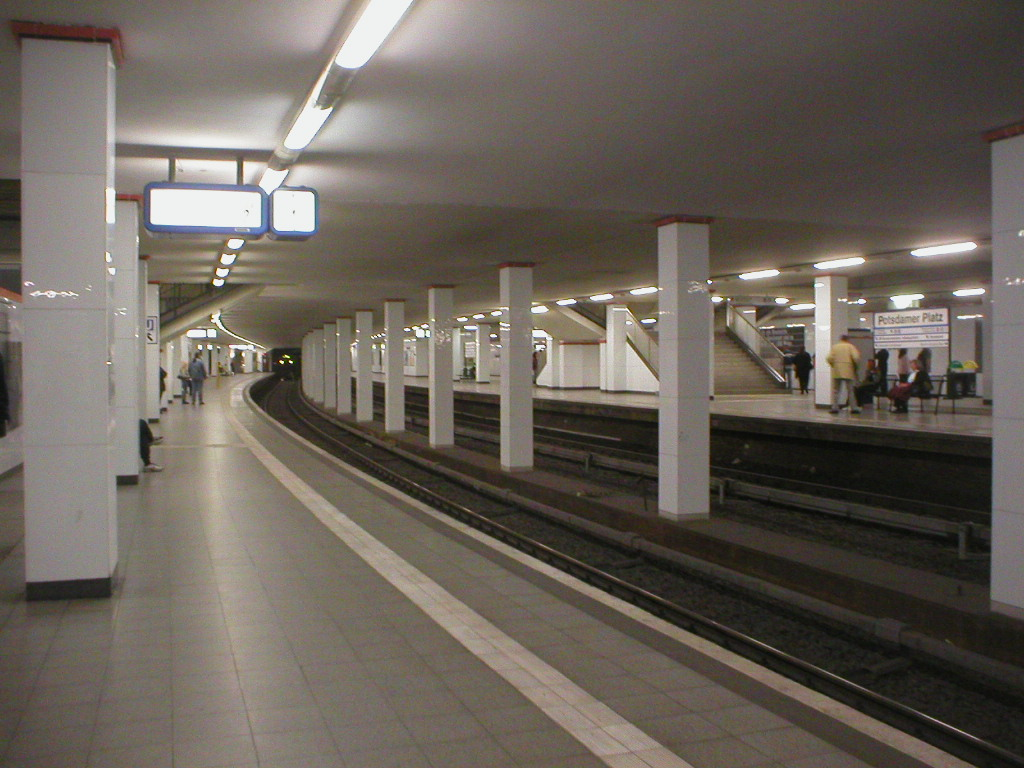
Sバーンのポツダマー・プラッツ駅 - かつて幽霊駅で、現在では駅業務を再開している。

1990年7月2日、オラーニエンブルガー・シュトラーセ駅が、Sバーン南北線において再開通した最初の幽霊駅となった。1990年9月1日、ウンター・デン・リンデン駅とノルト駅が再編成事業によって再開通した。1990年12月12日、ボルンホルマー・シュトラーセ駅が西ベルリン車両に対して門戸を開いた。東ベルリン専用だった2番ホームも1991年8月5日には相互に行き来が可能になった。一番後に再開通した幽霊駅はポツダマー・プラッツ駅で、1992年3月3日の南北地下線トンネル全体の拡張復旧に際してのことである。
つづく数年間にベルリン市とドイツ政府は、市内のS・ U両バーン網の再編成と再合一に多大な努力をした。1995年のU1線ヴァルシャウアー・シュトラーセ駅の業務再開をもって、Uバーン網は東西分断前の水準を取り戻した。Sバーン網については、ベルリンの壁の余波で依然閉鎖されたままの不開通区画を一部に残したものの、2002年の環状線再開通でもって完成の予備段階に達した。これらの閉鎖区画の再開通はまだ実現していない。

### 再開した幽霊駅の一覧
この一覧は、東ベルリン区域にあって、西ベルリンの列車が停車せず通過していた駅についてのみまとめている。下記のほか、分断期に運行が行なわれなかった区間に、閉鎖していた駅が東西両方に存在する。
仮検問所は、1990年7月1日より前に再開した駅に設置されていた。この日以降、東西ドイツ再統一を控えた「通貨・経済・社会同盟の創設に関する国家条約」の発効により設置の必要はなくなった。
| 東西分断の結果によるベルリンの幽霊駅一覧 | 東西分断の結果によるベルリンの幽霊駅一覧                    | 東西分断の結果によるベルリンの幽霊駅一覧 | 東西分断の結果によるベルリンの幽霊駅一覧 | 東西分断の結果によるベルリンの幽霊駅一覧 |
| 番 号                                    | 駅名                                                        | 再開日                                   | 特記事項 | 再 開 順                                 |
| Sバーン南北線（S1, S2, S25）             | Sバーン南北線（S1, S2, S25）                                | Sバーン南北線（S1, S2, S25）             | Sバーン南北線（S1, S2, S25） | Sバーン南北線（S1, S2, S25）             |
| ---------------------------------------- | ----------------------------------------------------------- | ---------------------------------------- | --- | ---------------------------------------- |
| 1                                        | ボルンホルマー・シュトラーセ駅                              | 1990年12月12日                           | | 7                                        |
| 2                                        | ノルト駅                                                    | 1990年9月1日                             | | 6                                        |
| 3                                        | オラーニエンブルガー・シュトラーセ駅                        | 1990年7月2日                             | Sバーンの内で最も早く再開した幽霊駅 | 5                                        |
| 4                                        | ウンター・デン・リンデン駅                                  | 1990年9月1日                             | ブランデンブルガー・トーア駅に改称 | 6                                        |
| 5                                        | ポツダマー・プラッツ駅                                      | 1992年3月3日                             | | 8                                        |
| Uバーン6号線 (U6)                        |                                                             |                                          | |                                          |
| 1                                        | シュヴァルツコップフシュトラーセ駅                          | 1990年7月1日                             | 1951年から1971年の間、シュヴァルツコプフシュトラーセ駅は、ドイツ社会主義統一党 (SED) 第一書記で、実質的には東ドイツの指導者だったヴァルター・ウルブリヒトの名を頂いたスタジアムの近くにあることから、ヴァルター＝ウルブリヒト＝シュターディオン駅という名前だった。1971年、ウルブリヒトが解任されてエーリッヒ・ホーネッカーが後任を任されると、スタジアムと駅の名はシュターディオン・デア・ヴェルトユーゲント（世界の若者のスタジアム）に変わった。1991年には元来の駅名に戻された。 | 4                                        |
| 2                                        | ノルト駅 (Nordbahnhof) （現在のナトゥーアクンデムゼウム駅） | 1990年7月1日                             | | 4                                        |
| 3                                        | オラーニエンブルガー・トーア駅                              | 1990年7月1日                             | | 4                                        |
| 4                                        | フランツェージッシェ・シュトラーセ駅                        | 1990年7月1日                             | 2020年にウンター・デン・リンデン駅（現ブランデンブルガー・トーア駅とは別）が開業した際に廃止され、再び幽霊駅となった。 | 4                                        |
| 5                                        | シュタットミッテ駅                                          | 1990年7月1日                             | 西ベルリンのU6線の駅のみが閉鎖されていた。東ベルリン地下鉄A号線（現・U2線の東側区間）はこの駅に停車した。 | 4                                        |
| Uバーン8号線 (U8)                        |                                                             |                                          | |                                          |
| 1                                        | ベルナウアー・シュトラーセ駅                                | 1990年4月12日                            | この日は、西ベルリンへの検問無しの直接往来のみが可能になった。東ベルリンに通じていた駅南口は1990年7月1日まで封鎖は解除されなかった。 | 3                                        |
| 2                                        | ローゼンターラー・プラッツ駅                                | 1989年12月22日                           | 東ベルリンへ入るための仮検問が設けられていた。 | 2                                        |
| 3                                        | ヴァインマイスターシュトラーセ駅                            | 1990年7月1日                             | | 4                                        |
| 4                                        | アレクサンダープラッツ駅                                    | 1990年7月1日                             | 西ベルリンのU8線の駅のみが閉鎖されていた。東ベルリン地下鉄A号線（現・U2線の東側区間）およびE号線（現・U5線）と、Sバーン等の列車はこの駅に停車した。 | 4                                        |
| 5                                        | ヤノヴィッツブリュッケ駅                                    | 1989年11月11日                           | 西ベルリンのU8線の駅のみが閉鎖されていた。東ベルリンのSバーン線列車はこの駅に停車した。再開時には、東ベルリンへの仮検問が設置された。 | 1                                        |
| 6                                        | ハインリヒ＝ハイネ＝シュトラーセ駅                          | 1990年7月1日                             | | 4                                        |

## ベルリン以外のドイツの幽霊駅
- デュースブルク アンガーボーゲン駅: 地下鉄アンガーボーゲン駅（ドイツ語版）は1974年に開発事業によって市の南部にベッドタウンを造成する計画に基づいてつくられたが、転入希望者が当初計画していたようには集まらず、駅はできたものの計画自体は延期していた。2002年初には、更地に集合住宅の建設が始まったが、1050万ユーロを費やして建てられた駅は未だに使われていない。
- デュッセルドルフ・ハインリヒ・ハイネ・アレー駅（ドイツ語版）: 利用客が多く、すでに一度別地に新建されていたがそれでも手狭になり、ヴェーアハーン線（ドイツ語版）の接続も見越して1983年に第三の停車場が建てられた。第一、第二停車場が幽霊駅となっている。
- グロースハンスドルフ＝バイモーア駅: ハンブルク地下鉄1号線U1の延長に伴って、終点だった旧ハンブルク地区のグロースハンスドルフ駅が近くにあったため、バイモーア駅は使われなくなった。
- ハンブルク ハウプトバーンホーフノルト駅: この駅は、1960年代の末に4つのプラットホームが作られたが、現在では中規模の2つのホームのみがU2線のホームとして使われている。残り2つのホームは、当時計画のあったルールプとヴィンターフデ間を結ぶ鉄道線への先行投資として造られたが、結局その鉄道線は開通しなかった。使われていなかったホームのある地下トンネルパイプは一時的には開かれており、広告ポスターさえ貼られていたが、1968年9月29日に駅が開通すると、すぐにまた閉鎖された。北パイプは1990年代からはアートに供される場として利用されている。
- ハノーファー・ハウプト駅: 現在利用に供されている地下駅の他に、粗構造で未完成の地下駅がある。これはD線の地下拡張を見越して（当時まで計画されていなかったものの）作られたものである。
- ケルン フィクスハイダー・ヴェーグ駅: このシュタットバーン駅は2003年、南に200メートルほど先にイム・ヴァイデンブルッフ駅が設置されたことで使われなくなった。2つのホームと以前の通用階段が現在も残っている。
- ロイナ ロイナ駅: 1919年にザクセン＝アンハルト州のロイナ駅がライプツィヒとメルゼブルクの間に開通したが、1998年にこの路線が州によって廃止されたことにより廃駅となった。以来駅舎とプラットフォームは残されているものの使われていない。

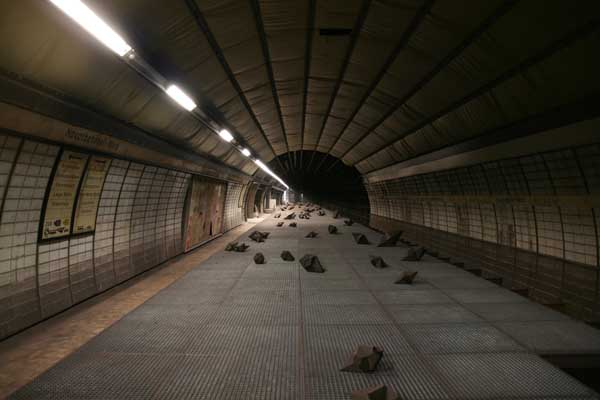
使われなくなった、ハンブルクハウプトバーンホーフ＝ノルト駅の北パイプ
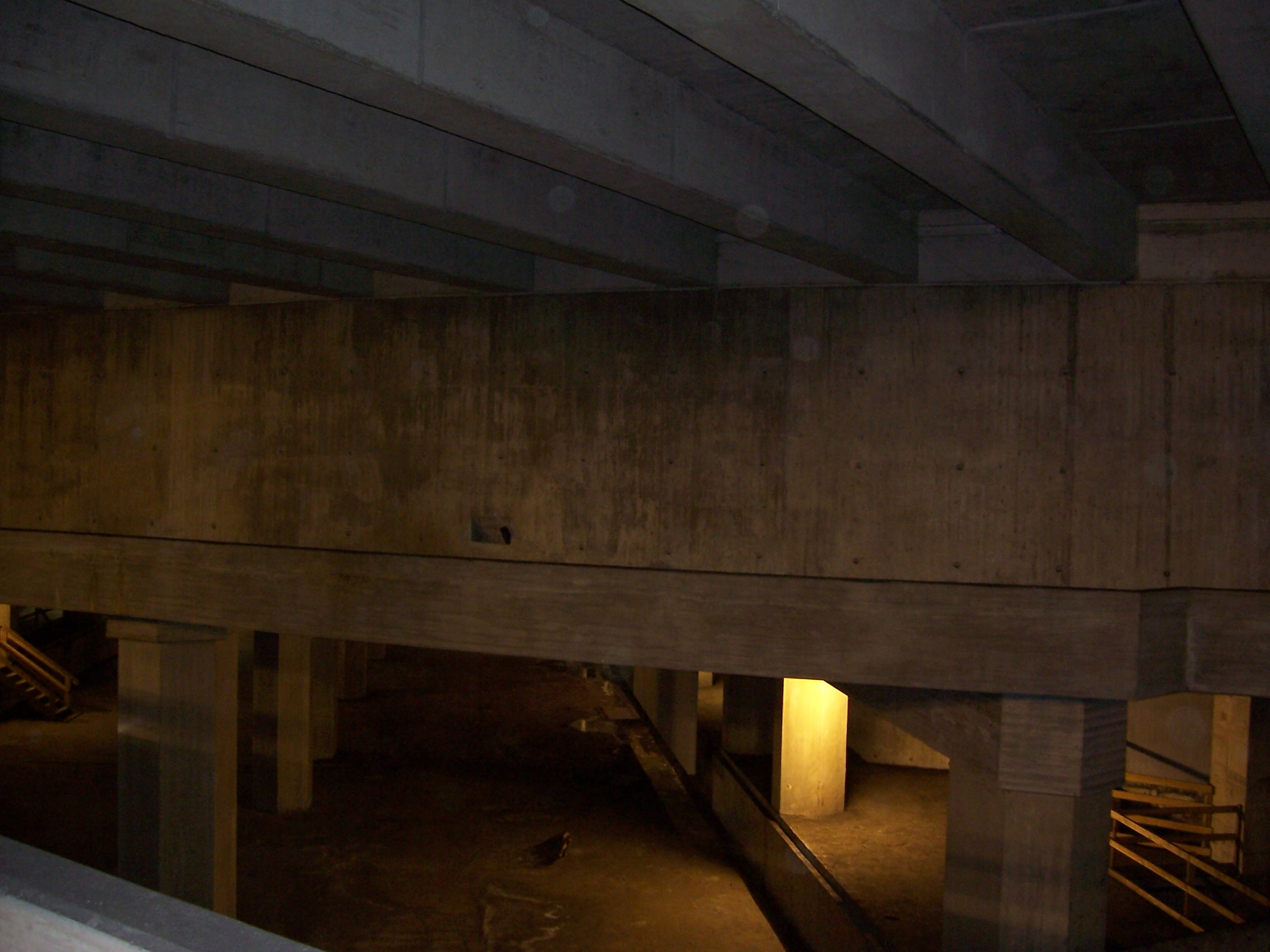
ハノーファーのハウプト駅D線の幽霊駅
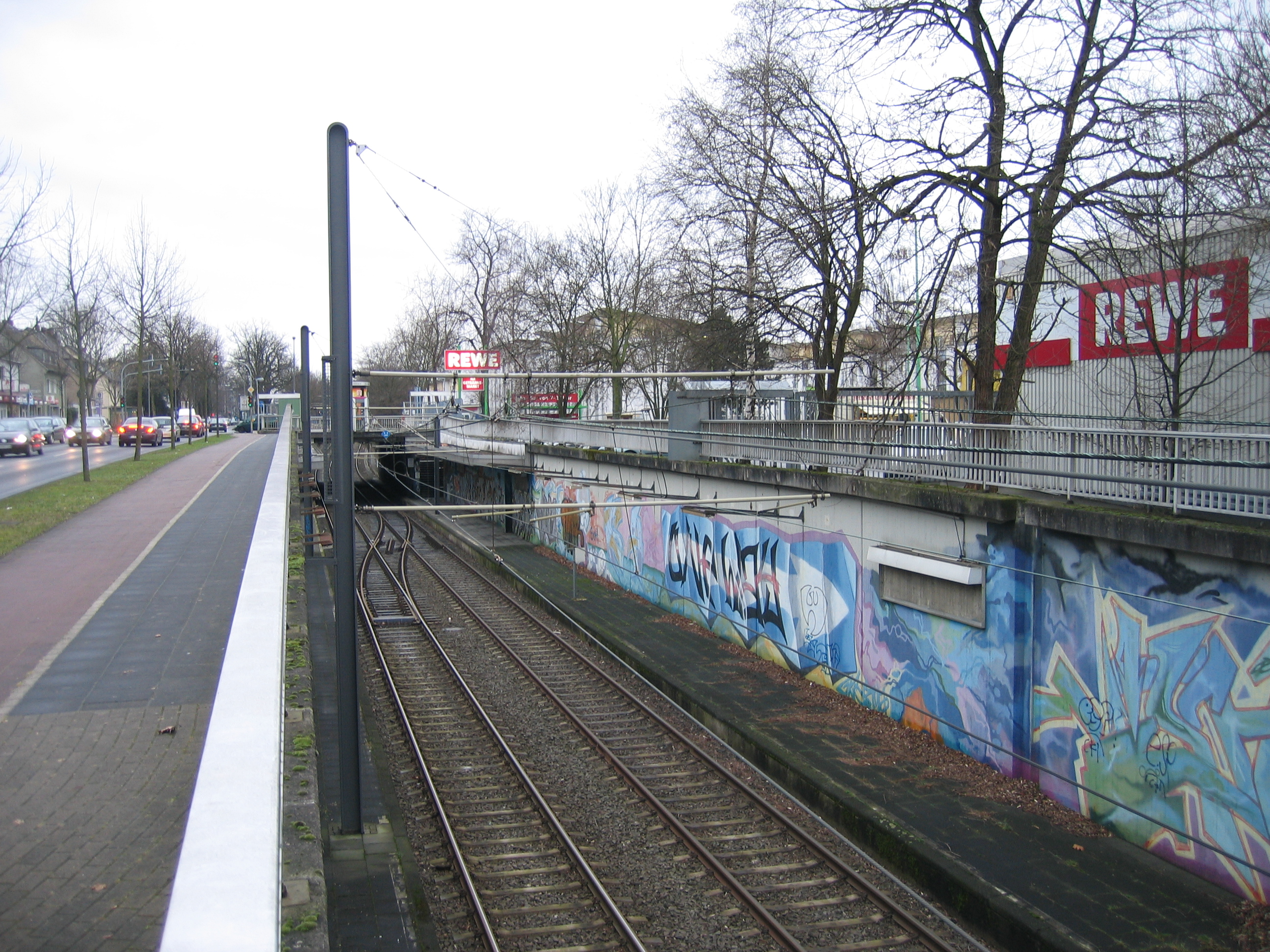
現在も残るケルンのフィックスファイダー・ヴェーグ駅
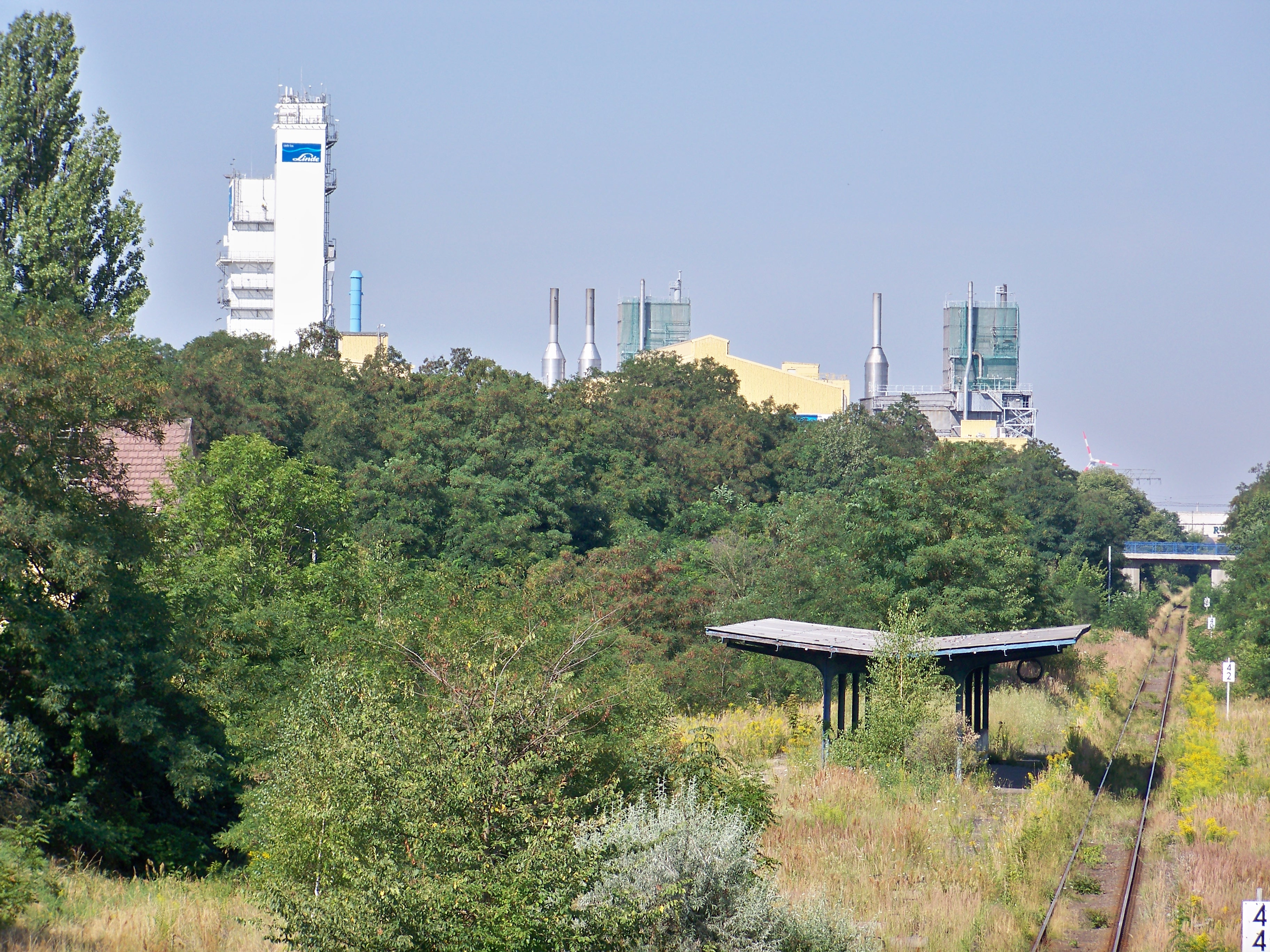
2009年のロイナ駅

## 世界の幽霊駅

### オーストラリア
- メルボルン鉄道ネットワークのゼネラル・モーターズ駅

### オーストリア
- ウィーンUバーンのレルヒェンフェルダー・シュトラーセ駅

### カナダ
- トロント地下鉄のロウアー・ベイ
- トロントのロウアー・クイーン駅[1]

### 中国
- 北京地下鉄の福寿嶺駅（地下鉄関係者のみ利用できる駅）
- 天津地下鉄の新華路駅
- 上海軌道交通の張江高科駅（旧高架駅）
- 中国では、中国高速鉄道において需要を当て込んで駅を設立したはいいが、実際に建設してみると巨額の赤字が出ると発覚して短期間で休止するか、あるいは完成したはいいが開業されないまま放置されるケースが続出している。[2]

### フランス
- メトロ・ド・パリのアクソ駅

### 日本
- 博物館動物園駅、寛永寺坂駅（京成本線）博物館動物園駅はのちに整備され、2018年11月よりギャラリーとして出札口までが公開されている（ホームに降りる事は出来ない）。
- 表参道駅旧ホーム（東京メトロ銀座線）※表参道駅は現在も営業中
- 新橋駅・東京高速鉄道ホーム（東京メトロ銀座線）※施設自体は留置線並びに東京地下鉄事務所として現在も使用中
- 初台駅（京王電鉄京王線）※初台駅自体は京王新線の駅として営業中
- 万世橋駅（中央本線・東京メトロ銀座線）※2路線ともに駅遺構が現存する珍しい例
- 本山駅（鶴見線）
- 平沼駅（京浜急行電鉄本線）
- 楓駅（石勝線）※現在においても信号場として現存
- 大阪ビジネスパーク駅（Osaka Metro長堀鶴見緑地線）現ホーム直上にビル側が準備工事をあらかじめ行っていたものの、法改正やルート変更で使用されなくなっていた例。
- 別所駅（現在は大津市役所前駅、京阪石山坂本線）兵営前駅として開業した当時のホームのうち片方が移転前の位置に残っている

この他、厳密には幽霊駅ではないが似たような例に以下のものがある。
- 飯田橋駅旧ホーム  (中央本線)  ※飯田橋駅は現在も営業中であるほか、旧ホームの一部は現在も東口連絡通路として利用可能
- 阪神・淡路大震災で被災した神戸市営地下鉄西神・山手線の三宮駅・上沢駅・新長田駅や、神戸高速鉄道大開駅は、運転再開後もしばらく通過扱いになっていた。
- 汐留駅（ゆりかもめ・都営地下鉄大江戸線）は、前後区間の開通時点で駅の駆体は完成していたが、付近が整備途上で徒歩での駅へのアクセス自体が不可能だったため通過していた。
- 茨城交通（当時）湊線の日工前駅（現在の工機前駅）は、1998年の一般営業開始までは日立工機の社員専用駅であったことから朝夕の各1本以外は全列車が通過していたことと、他の駅の時刻表や運賃表などにも、当駅の案内が掲載されていなかったため幽霊駅と扱われた時期があった。
- 東京メトロ副都心線の要町駅および千川駅は、1994年の有楽町線新線開業時点でホーム等は準備されていた[3]が、実際に一般営業を開始したのは2008年の全通時である。
- Osaka Metro御堂筋線梅田駅の南行きホームは、元々は谷町線用として戦前に掘られていたトンネルだったが、御堂筋線の混雑緩和のため転用され1989年に供用を開始した。
- 京成東成田線の東成田駅は、1978年に京成本線の成田空港駅として開業したが、1991年に現・成田空港駅の開業に伴い、現名称に改称した。旧・成田空港駅時代の施設はその多くが閉鎖されたが現在も残っており、駅名標や広告も当時のままである。
- 大阪環状線新今宮駅は1968年に関西本線専用ホームが設置されるがその後1972年まで関西本線の列車は一切停車せず、関西本線の路線案内図にも記載されなかったことから関西本線の駅としては幽霊駅の状態であった。

### ノルウェー
- オスロのValkyrie plass、Volvat と Elisenberg

### シンガポール
- シンガポールMRTのBukit Brown Station

### スペイン
- バルセロナ地下鉄の使われなくなった駅
- マドリード地下鉄のChamberí

### スウェーデン
- ストックホルム地下鉄のKymlinge

### ウクライナ
- キーウ地下鉄のLvivska Brama

### イギリス
- ロンドン地下鉄の閉鎖された駅
- テムズリンクのキングス・クロス駅
- グラスゴー地下鉄のマークランド・ストリート駅

### アメリカ

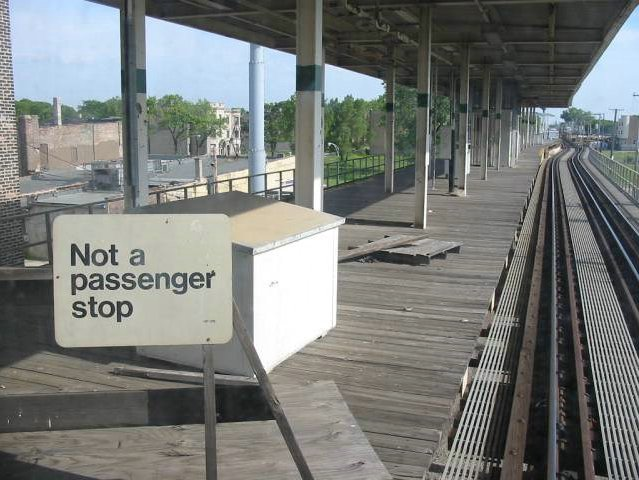
シカゴ・Lの幽霊駅、58th駅。このホームは2012年に取り壊された。

- マイアミ・デイド郡メトロムーバーのバイセンテニアル・パーク駅
- PATCOのフランクリン・スクエア駅（Franklin Square）とSEPTA・オレンジラインのスプリング・ガーデン (Broad-Ridge Spur)
- シカゴ・Lの58th
- ニューヨーク地下鉄の閉鎖された駅
- サンフランシスコ市営鉄道のエウレカ・バレー駅(en:Eureka Valley station)
- ロサンゼルス（パシフィック電鉄）のSubway Terminal
- ダラスのノックス＝ヘンダーソン駅

### 韓国
かつてはソウル都市鉄道5号線（現：ソウル交通公社5号線）の麻谷駅が、1996年の路線開業から2008年まで、ソウル市メトロ9号線の麻谷ナル駅が、2009年の路線開業から2014年まで、釜山都市鉄道2号線の甑山駅（地上）が、2008年の路線開業から2015年まで、駅周辺地域の未開発により利用客が見込めなかったことから、駅施設は完成していながら営業せず、列車がすべて通過していたが、開発の進展により駅が開業した。また、ソウル都市鉄道6号線（現：ソウル交通公社6号線）の梨泰院・漢江鎮・ポティゴゲ・薬水の4駅は、工事を担当していた業者の倒産により工事が遅延し、2000年12月15日の路線開業時に開業できず、3カ月間列車が通過していた。
なお、幽霊駅ではないものの、ソウル交通公社2号線新設洞駅には、計画変更により使用されなくなったホームが現存し、他にも論峴駅（2022年新盆唐線用ホームに転用）、新堂駅、永登浦市場駅、新豊駅には、1990年代に計画されたソウル地下鉄3期路線（10 - 12号線）用に施設が建設されたものの、その後計画自体が中止されたため、使用されずに放置されている。